# Julia van Reyendam
Julia van Reyendam (Hilversum, 8 oktober 1998) is een Nederlandse radio-dj die momenteel werkt voor Radio 538.

## Carrière
Van Reyendam groeide op in Hilversum. Ze studeerde van 2016 tot 2020 Creative Business aan de Hogeschool van Amsterdam, en van 2020 tot 2021 studeerde ze daar ook Minor Radio. Via de Amsterdamse lokale omroep SALTO en een stage bij Qmusic als Intern Producer, kwam ze in januari 2021 bij Wild FM terecht, waar ze een eigen programma kreeg, en ook sidekick werd van Jurgen Rijkers in de ochtend.
In april 2022 stapte Van Reyendam over naar SLAM!, waar ze in de late avond te horen was. Vanaf augustus dat jaar maakte Van Reyendam een weekendshow bij de dancezender, maar in september stopte ze daarmee om over te stappen naar Radio 538.
Sinds 3 oktober 2022 is Van Reyendam te horen in het weekend van Radio 538 tussen 7:00 en 9:00 uur. Van Reyendam was naar eigen zeggen op jonge leeftijd al fan van het station en heeft in het verleden al klussen gedaan voor De Frank en Vrijdag Show. Sinds 3 september 2023 is Van Reyendam ook op de zondagavond te horen tussen 18:00 en 21:00 uur. Ook valt ze regelmatig in voor andere dj's bij afwezigheid.
Naast haar werk voor Radio 538 geeft Van Reyendam ook radioworkshops aan de Hogeschool van Amsterdam.
Sinds januari 2024 maakt Van Reyendam de podcast Rondje op de zaak voor Radio 538. Dit doet ze samen met haar collega-dj's Jordi Warners, Bas Menting en Dylan Boet.
Van Reyendam werd begin 2024 genomineerd voor een Marconi Award in de categorie 'Aanstromend Talent'. In 2025 ook en won ze deze award wél 
Ze was radioverslaggever tijdens het EK 2024 voor Radio 538.